# Jagdgeschwader 70
Das Jagdgeschwader 70 war ein Verband der Luftwaffe der Wehrmacht im Zweiten Weltkrieg.

## Geschichte
Die 1. und die 2. Staffel des Jagdgeschwaders 70 bildete sich am 15. Juli 1939 in Herzogenaurach (Lage) Ein Geschwaderstab, ein Gruppenstab oder weitere Gruppen existierten nicht. Das Geschwader war mit der Messerschmitt Bf 109D-1 ausgestattet. Am deutschen Überfall auf Polen ab dem 1. September 1939 war das Geschwader nicht beteiligt. Es war stattdessen dem Luftgaukommando XIII der Luftflotte 3 an der Westfront unterstellt. Am 13. September 1939 wurden die 1. und die 2. Staffel als 1. und 2. Staffel in das Jagdgeschwader 54 eingegliedert. Damit hatte das Geschwader aufgehört zu bestehen.